# 브레드 (밴드)
브레드(영어: Bread)는 미국 캘리포니아주 로스앤젤레스 출신 소프트 록 밴드이다. 1970년부터 1977년 사이 13곡을 빌보드 핫 100 차트에 진입시켰다.
밴드는 데이비드 게이츠(보컬, 베이스 기타, 기타, 키보드, 바이올린, 비올라, 퍼커션), 지미 그리핀(보컬, 기타, 키보드, 퍼커션), 롭 로이어(베이스 기타, 기타, 플루트, 키보드, 퍼커션, 리코더, 백 보컬)로 이루어져 있다. 밴드의 첫 번째 앨범에서는 세션 뮤지션으로 론 에드거가 드럼을 연주하고, 짐 고든이 드럼, 퍼커션 및 피아노로 참여하였다. 마이크 보츠는 1969년 여름에 드러머로 들어왔으며, 래리 네크텔은 1971년 로이어의 자리를 대체해 키보드, 베이스 기타, 기타, 하모니카를 연주하였다.

## 경력
데이비드 게이츠는 오클라호마주 털사 출신이다. 게이츠는 1950년대 말 〈Jo-Baby〉/〈Lovin' at Night〉라는 노래를 발표하였다. 게이츠는 리언 러셀과 알고 있는 사이었으며 둘 다 털사 지역에서 바 밴드로 활동했다. 게이츠와 러셀 모두 캘리포니아의 음악 신을 확인하러 캘리포니아로 떠났다. 브레드를 결성하기 전, 게이츠는 로이어가 이전에 활동하는 밴드이자 UNI 레코드 레이블 하에 게이츠의 프로듀싱 및 편곡으로 음반을 한 장 녹음했던 플레저 페어와 함께 일하였다. 로이어는 이후 게이츠에게 자신의 작곡 파트너였던 그리핀을 소개해주었고, 세 명은 1968년 밴드를 결성하였으며 이듬해 1월 엘렉트라 레코드와 계약을 맺었다. 게이츠는 후에 밴드의 이름에 관하여 아래와 같이 설명하였다.
막 우리가 밴드의 이름에 대하여 생각하고 있을 때쯤 빵 트럭이 우리 쪽으로 다가왔다. 우리는 "부시(Bush)는 어때, 텔레폰 폴(Telephone Pole)은?, 브레드 트럭, 브레드는 어때." 브레드는 비틀즈와 비지스처럼 B로 시작됐다. 빵은 또한 일종의 보편적 매력을 지니고 있었다. 또한 여러 가지 방법이 있었다. 물론, 이름을 정한 첫해 사람들은 우리를 브레즈(Breads)라고 불렀다.
밴드의 첫 싱글인 〈Dismal Day〉는 1969년 6월에 발매되었지만 차트에 오르지는 못하였다. 데뷔 음반 《Bread》는 1969년 9월에 발매되어 빌보드 200에 127위로 진입하였다. 음반 내 작곡은 게이츠 그리고 그리핀-로이어로 나누어져 이루어졌다. 세션 음악가로 짐 고든과 론 에드거가 드럼으로 참여하였다.
1969년 7월 25일, 브레드는 첫 콘서트를 가졌다. 짐 고든이 드럼으로 참여했으며, 할리우드의 아쿠아리스 극장에서 플라잉 부리토 브라더스의 오프닝 밴드로서의 공연이었다. 고든의 스케줄이 겹치게 되면서 후에 공연에 참여할 수 없게 되면서 브레드는 마이크 보츠를 공식 드러머로 영입하였다. 게이츠는 이전에 보츠가 있던 트레블러스 3의 프로듀서로 참여하였기에 인연이 있었으며, 보츠는 두 번째 정규 음반인 《On The Waters》에 참여한다.(1970년에 발매되어 빌보드 200에서 12위까지 올라갔다). 당시 브레드는 1970년 〈Make It with You〉로 빌보드 핫 100에서 1위를 차지하면서 브레드의 입지를 올려놓았다. 〈Make It with You〉는 빌보드 핫 100 차트에서 유일한 브레드의 1위 곡이다.
다음 싱글인 〈It Don't Matter To Me〉는 첫 번째 정규 음반의 재 녹음 버전이었다. 〈It Don't Matter To Me〉 또한 히트를 치며 10위를 기록한다. 브레드는 투어 및 녹음 활동을 지속하며 1971년 3월 세 번째 정규 음반 《Manna》를 발매해 21위를 기록하였다. 또한 음반에 수록된 〈If〉와 〈Let Your Love Go〉는 각각 빌보드 핫 100에서 4위와 28위를 기록하였다. 첫 번째 음반과 동일하게 작곡은 게이츠 및 그리핀-로이어 콤비로 나누어져 있었다.
게이츠와 충돌을 겪은 로이어는 1971년 여름 그룹을 나갔지만, 그리핀과의 작곡은 계속해서 진행되었다. 밴드는 로이어를 대체할 사람으로 로스앤젤레스에서 세션 음악가로 활동하며 비치 보이스의 《Pet Sounds》와 사이먼 & 가펑클의 〈Bridge over Troubled Water〉에 피아노 및 하프시코드로 참여했던 래리 네크텔을 영입하였다.
1972년 1월, 브레는 네 번째 정규 음반이자 밴드 경력 내에서 가장 성공한 《Baby I'm-a Want You》를 발매하여 빌보드 200에 3위까지 올라섰다. 음반과 동명의 싱글은 아직 음반이 발매되기 전인 1971년 말 히트를 쳐 빌보드 3위까지 올라섰으며, 이후에 발매된 싱글 〈Everything I Own〉 및 〈Diary〉 또한 20위 이내의 성적을 만들었다.
다음 정규 음반인 《Guitar Man》은 전작으로부터 열 달이 지난 후에 발매되었으며 18위를 기록했다. 음반 내의 세 개의 싱글 〈Guitar Man〉, 〈Sweet Surrender〉, 〈Aubrey〉가 모두 15위 권 이내에 진입하였으며, 첫 두 곡은 빌보드 어덜트 컨템퍼러리 차트에서 1위를 기록했다.

## 유명세
브레드라는 록 밴드는 보통적으로 대한민국 국내에서는 《If》라는 노래 작품과 《Lost without your love》(후일 스웨덴 가수 예시카 폴케르가 리바이벌)라는 노래 작품이 대중적으로 히트한 소프트 록 음악 밴드로 널리 잘 알려져 있다.

## 구성원
- 데이비드 게이츠 – 보컬, 베이스 기타, 기타, 키보드, 바이올린, 비올라, 퍼커션
- 지미 그리핀 – 보컬, 기타, 키보드, 퍼커션
- 롭 로이어 – 베이스 기타, 기타, 플루트, 키보드, 퍼커션, 리코더, 백 보컬
- 마이크 보츠 – 드럼, 퍼커션
- 래리 네크텔 – 키보드, 베이스 기타, 기타, 하모니카

## 디스코그래피

### 정규 음반
| 연도                                                        | 제목                   | 차트 순위 | 차트 순위 | 차트 순위 | 인증                      | 레이블   |
| 연도                                                        | 제목                   | US        | AUS       | UK        | 인증                      | 레이블   |
| ----------------------------------------------------------- | ---------------------- | --------- | --------- | --------- | ------------------------- | -------- |
| 1969                                                        | Bread                  | 127       | –         | –         | - ARIA: 2× 플래티넘       | 엘렉트라 |
| 1970                                                        | On the Waters          | 12        | 35        | 34        | - RIAA: 골드              | 엘렉트라 |
| 1971                                                        | Manna                  | 21        | 35        | –         | - RIAA: 골드              | 엘렉트라 |
| 1972                                                        | Baby I'm-a Want You    | 3         | 23        | 9         | - RIAA: 골드              | 엘렉트라 |
| 1972                                                        | Guitar Man             | 18        | 22        | –         | - RIAA: 골드              | 엘렉트라 |
| 1977                                                        | Lost Without Your Love | 26        | 22        | 17        | - RIAA: 골드 - ARIA: 골드 | 엘렉트라 |
| "–"는 해당 차트의 순위권에 진입하지 못했다는 것을 의미한다. |                        |           |           |           |                           |          |

### 컴필레이션 음반
| 연도                                                        | 제목                                             | 차트 순위 | 차트 순위 | 차트 순위 | 인증                                         | 레이블                     |
| 연도                                                        | 제목                                             | US        | AUS       | UK        | 인증                                         | 레이블                     |
| ----------------------------------------------------------- | ------------------------------------------------ | --------- | --------- | --------- | -------------------------------------------- | -------------------------- |
| 1973                                                        | The Best of Bread                                | 2         | 26        | 7         | - RIAA: 5× 플래티넘 - ARIA: 골드 - BPI: 실버 | 엘렉트라                   |
| 1974                                                        | The Best of Bread, Volume 2                      | 32        | 73        | 48        | - RIAA: 골드                                 | 엘렉트라                   |
| 1977                                                        | The Sound of Bread                               | –         | 28        | 1         | - BPI: 플래티넘                              | 엘렉트라                   |
| 1985                                                        | Anthology of Bread                               | –         | –         | –         | - RIAA: 플래티넘                             | 엘렉트라                   |
| 1989                                                        | The Very Best of Bread                           | –         | –         | 41        | - BPI: 실버                                  | 피크위크                   |
| 1996                                                        | David Gates & Bread Essentials                   | –         | –         | 9         | - ARIA: 골드 - BPI: 골드                     | 엘렉트라                   |
| 1996                                                        | Retrospective                                    | –         | –         | –         |                                              | 엘렉트라                   |
| 2002                                                        | Make It with You and Other Hits                  | –         | –         | –         |                                              | 플래시백                   |
| 2006                                                        | The Definitive Collection                        | –         | –         | –         |                                              | 엘렉트라/라이노            |
| 2007                                                        | The Works 3 Double CD                            | –         | –         | –         |                                              | 워너 뮤직 그룹 UK & 라이노 |
| 2012                                                        | Collected: Bread & David Gates                   | –         | –         | –         |                                              | 유니버설 NL 3 더블 CD      |
| 2017                                                        | The Elektra Years: The Complete Album Collection | –         | –         | –         |                                              | 워너 뮤직 그룹 UK & 라이노 |
| "–"는 해당 차트의 순위권에 진입하지 못했다는 것을 의미한다. |                                                  |           |           |           |                                              |                            |

### 싱글
| 연도                                                        | 제목                     | 차트 순위 | 차트 순위 | 차트 순위 | 차트 순위 | 차트 순위 | 인증                     |
| 연도                                                        | 제목                     | US        | US AC     | UK        | AUS       | CAN       | 인증                     |
| ----------------------------------------------------------- | ------------------------ | --------- | --------- | --------- | --------- | --------- | ------------------------ |
| 1969                                                        | "Dismal Day"             | –         | –         | –         | –         | –         |                          |
| 1969                                                        | "Could I"                | –         | –         | –         | –         | –         |                          |
| 1969                                                        | "Move Over"              | –         | –         | –         | –         | –         |                          |
| 1970                                                        | "Make It with You"       | 1         | 4         | 5         | 7         | 2         | - RIAA: 골드 - BPI: 실버 |
| 1970                                                        | "It Don't Matter to Me"  | 10        | 2         | –         | 29        | 6         |                          |
| 1971                                                        | "Let Your Love Go"       | 28        | –         | –         | 34        | –         |                          |
| 1971                                                        | "If"                     | 4         | 1         | –         | 41        | 6         |                          |
| 1971                                                        | "Mother Freedom"         | 37        | –         | –         | –         | –         |                          |
| 1971                                                        | "Baby I'm-a Want You"    | 3         | 1         | 14        | 8         | 5         | - RIAA: 골드             |
| 1972                                                        | "Everything I Own"       | 5         | 3         | 32        | 12        | 5         |                          |
| 1972                                                        | "Diary"                  | 15        | 3         | –         | 26        | 12        |                          |
| 1972                                                        | "The Guitar Man"         | 11        | 1         | 16        | 22        | 6         |                          |
| 1972                                                        | "Sweet Surrender"        | 15        | 1         | –         | 67        | 4         |                          |
| 1973                                                        | "Aubrey"                 | 15        | 4         | –         | –         | 41        |                          |
| 1976                                                        | "Lost Without Your Love" | 9         | 3         | 27        | 19        | 8         |                          |
| 1977                                                        | "Hooked on You"          | 60        | 2         | –         | –         | 48        |                          |
| "–"는 해당 차트의 순위권에 진입하지 못했다는 것을 의미한다. |                          |           |           |           |           |           |                          |